# Varronia podocephala
Varronia podocephala är en strävbladig växtart som först beskrevs av John Torrey, och fick sitt nu gällande namn av A. Borhidi. Varronia podocephala ingår i släktet Varronia och familjen strävbladiga växter. Inga underarter finns listade i Catalogue of Life.